# Bolivianischer Brüllaffe

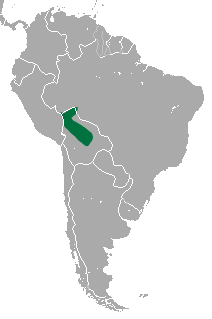
Verbreitungsgebiet

Der Bolivianische Brüllaffe (Alouatta sara) ist eine Primatenart aus der Gattung der Brüllaffen innerhalb der Klammerschwanzaffen (Atelidae). Er lebt in Südamerika.

## Merkmale
Bolivianische Brüllaffen ähneln den Roten Brüllaffen, mit denen sie eng verwandt sind und früher zu einer gemeinsamen Art zusammengefasst wurden. Sie sind aber etwas größer als diese. Ihr Fell ist ziegelrot gefärbt, die Gliedmaßen und der Kopf sind dunkler und rötlicher. Der Körperbau ist wie bei allen Gliedmaßen stämmig, die Arme und Beine sind lang und kräftig. Der Schwanz ist als Greifschwanz ausgebildet und hat am hinteren unteren Ende eine unbehaarte Stelle.

## Verbreitung und Lebensweise
Bolivianische Brüllaffen kommen hauptsächlich in Bolivien vor, wo sie auf die tiefer gelegenen, östlichen Landesteile beschränkt sind. Daneben leben sie auch in den angrenzenden Regionen Perus und Brasiliens. Ihr Lebensraum sind Wälder bis 1000 Meter Höhe, dabei bevorzugen sie saisonal überflutete Uferwälder.
Bolivianische Brüllaffen sind tagaktive Baumbewohner. Sie leben in Gruppen von meist vier bis zehn Tieren zusammen, die sich aus einem (selten zwei) erwachsenen Männchen, mehreren Weibchen und dem dazugehörigen Nachwuchs zusammensetzen. Die für alle Brüllaffen typischen Rufe erklingen vor allem am frühen Morgen und sollen andere Tiere auf den Aufenthaltsort der eigenen Gruppe aufmerksam machen. Sie sind Pflanzenfresser, die sich von Blättern, Früchten und Blüten ernähren.

## Gefährdung
Bolivianische Brüllaffen bewohnen ein relativ großes Gebiet und sind auch keinem nennenswerten Jagddruck ausgesetzt. Die IUCN listet sie als „potentiell gefährdet“ (near threatened).
In Europa wird die Art nicht mehr gehalten, ehemalige Halter sind Twycross und Trinity.

## Belege
1. ↑    ZTL 18.6